# Tablis

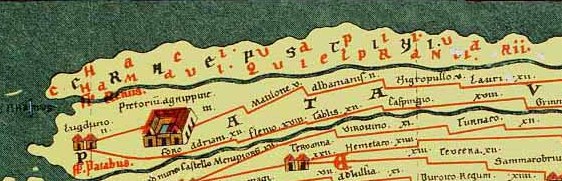
Fragment van de Tabula Peutingeriana met Tablis gelegen tussen Flenio en Caspingio

Tablis of Tablae was een Romeinse nederzetting in de provincie Neder-Germanië (Germania Inferior) aan de heerweg van Noviomagus (Nijmegen) naar Lugdunum Batavorum (Katwijk-Brittenburg). De plaats staat vermeld op de  Peutingerkaart tussen Caspingium (Asperen?) en Flenium (Vlaardingen?).
De Peutingerkaart geeft naar alle waarschijnlijkheid de situatie weer in de vroege 3e eeuw na Chr., toen er een heerweg liep vanaf Nijmegen, hoofdstad van de civitas Batavorum (het stamgebied der Bataven) naar Forum Hadriani, de hoofdstad van de Cananefaatse civitas, en vandaar naar de meest westelijke nederzetting aan de Rijn, Lugdunum Batavorum. Deze heerweg volgde grotendeels de loop van Waal en Maas, die op de Peutingerkaart als één rivier worden weergegeven met de naam Patabus (een verschrijving van Batavus). Tablis was een van de pleisterplaatsen langs deze weg, op een afstand van 12 Gallische mijl (ca. 26,5 km) van Caspingium en 18 (ca. 40 km) vanaf Flenium. Mogelijk was Tablis een baanpost (statio): een officiële Romeinse halteplaats waar koeriers of reizigers konden eten, baden, overnachten en van paard kon worden gewisseld.

## De locatie van Tablis
Naast de vermelding op de Peutingerkaart zijn er nooit concrete archeologische of historische aanwijzingen gevonden voor de locatie van Tablis. Het heeft echter niet ontbroken aan speculaties. De 18e-eeuwse Franse cartograaf Jean Baptiste Bourguignon d'Anville plaatste Tablis in Oud-Alblas, op grond van de overeenkomst in naam. In Oud-Alblas zijn inderdaad sporen van Romeinse bewoning aangetroffen, alsmede mogelijke resten van een Romeinse weg.
Een alternatieve hypothese is dat Tablis gelegen was in de buurt van Mijnsheerenland. Deze theorie is vooral gebaseerd op de veronderstelling dat Caspingium, dat door Bourguignon d'Anville in Asperen werd geplaatst, dicht bij de Maas moet hebben gelegen, mogelijk in de huidige Biesbosch. Doorredenerend vanaf deze locatie zou Tablis dan ook zuidelijker moeten hebben gelegen, op de samenvloeiing van Striene (mogelijk een oude tak van de Schelde) en Maas.
Opvallend is echter dat de afstand op de Peutingerkaart niet overeenkomt met de afstand tussen Vlaardingen en hetzij Oud-Alblas, dan wel Mijnsheerenland. De enige plaats die dan nog in aanmerking lijkt te komen is Alblasserdam. Ook hier is een Romeinse nederzetting aangetroffen.